# The Happy People
The Happy People è il 15° album live di Julian Cannonball Adderley, pubblicato dalla Capitol Records nel 1972.

## Tracce
Lato A
1. The Happy People – 11:22 (Airto Moreira)
2. Maria Tres Filhos – 10:40 (Milton Nascimento)

Lato B
1. Savior – 14:31 (Julian Cannonball Adderley, Olga James)
2. Ela – 4:11 (Benito Di Paula)

## Musicisti
- Julian Cannonball Adderley - sassofonista alto
- Nat Adderley - cornetta
- George Duke - pianoforte
- Walter Booker - contrabbasso
- Roy McCurdy - batteria
- David Tyrone Walker - chitarra (brano B1)
- Chuck Rainey - basso elettrico  (brano B1)
- Airto Moreira - percussioni  (brani A1, A2 & B2)
- King Errison - percussioni  (brani A1, A2 & B2)
- Mayuto Correa - percussioni  (brani A1, A2 & B2)
- Flora Purim - voce
- Airto Moreira - voce (brani A1 & B2)
- Olga James - voce (brano B1)
- Julian Cannonball Adderley - arrangiamenti  (brano B2)
- David Axelrod - arrangiamenti (brani A1 & B1)
- Nat Adderley Jr. - arrangiamenti (brani B2)